# Meilsen Koers
Meilsen Koers is een eendaagse wielerwedstrijd in Melsele voor rijders die aangesloten zijn bij een van de wielerclubs in Melsele.

## Ontstaan
De eerste editie van Meilsen Koers vond plaats in 2009. Aan deze editie namen vijf ploegen deel: WTC Kadans, Gebroeders Maes, WTC Blijf Jong, De Zondagrijders en WTC Amco. Ondertussen nemen al twaalf ploegen uit Melsele deel aan deze koers.

## Geschiedenis
- 2009: Eerste editie
- 20??: Intrede +50 koers
- 20??: intrede vrouwenkoers
- 20??: eerste Fristi-run
- 2022: Rijrichting aangepast + meet verlegd
- 2023: Snelste gemiddelde met 44,9 km/h bij de -50.

## Lijst van top3 -50
Recordhouders zijn Jelle Duym en Jasper Brijs met elk twee overwinningen. Erik Verley en Marc Jannsens zijn de enigen die Meilsen Koers konden winnen in zowel de -50 als de +50 reeks. Vier podiumplaatsen werden reeds behaald door Jasper Brijs, Marc Janssens en Wim De Gruyter.
| Jaar | Winnaar          | Tweede            | Derde            |
| ---- | ---------------- | ----------------- | ---------------- |
| 2009 | Tom Middelkamp   | Wim De Gruyter    | Marc Janssens    |
| 2010 | Marc Janssens    | Tom Middelkamp    | Wim De Gruyter   |
| 2011 | Jorn Engels      | Tom Middelkamp    | Theo De Prekel   |
| 2012 | Sam Van der Aa   | Wim De Gruyter    | Marc Janssens    |
| 2013 | Wim De Gruyter   | Matthias Maes     | Giles Van Loon   |
| 2014 | Matthias Maes    | Gregor Strobbe    | Dennis Van Laere |
| 2015 | Bjorn Heyndrickx | Erik Verley       | Marc Janssens    |
| 2016 | Jeroen Duym      | Daan De Coninck   | Marc Brijs       |
| 2017 | Nicolas Cap      | Erik De Cleene    | Erik Verley      |
| 2018 | Erik Verley      | Jasper Brijs      | Matthias Maes    |
| 2019 | Jelle Duym       | Jeroen Duym       | Benjamin Stuer   |
| 2020 | Geen editie      | Geen editie       | Geen editie      |
| 2021 | Jasper Brijs     | Joris Daman       | Marius Lampo     |
| 2022 | Baziel Wautier   | Jasper Brijs      | Marius Lampo     |
| 2023 | Jelle Duym       | Marius Lampo      | Koen Vermeulen   |
| 2024 | Jasper Brijs     | Joris De Strooper | Baziel Wautier   |